# Escuela de Arte Saint Martin
La Escuela de Arte Saint Martin (Saint Martin's School of Art) fue una escuela de arte de Londres (Reino Unido). Fundada en 1854, en un principio bajo la égida de la iglesia de St Martin-in-the-Fields, con el tiempo la Escuela de arte se convirtió en 1986 en parte de la Universidad de las Artes de Londres, y en 1989 se fusionó con la Escuela Central de Arte y Diseño para formar el Central Saint Martins College de Arte y Diseño.

## Historia
Saint Martín's School of Art fue fundada en 1854 por Henry Mackenzie, vicario de la iglesia de St Martin-in-the-Fields. Se independizó de la iglesia en 1859. La escuela estaba situada en el piso superior de St. Martín's Northern School en la calle Shelton (entonces llamada Castle), al norte de Long Acre. Sir John Gilbert fue el primer director de la escuela, siguiéndole en el puesto en 1870 John Parker. Desde 1952 hasta 1979 Frank Martin fue la cabeza visible del departamento de escultura de Saint Martin. Él fue el responsable de contratar a jóvenes escultores como Anthony Caro, Robert Clatworthy, Elisabeth Frink y Eduardo Paolozzi para enseñar, y también contrató como profesores a tiempo parcial a alumnos recién egresados de la escuela, como David Annesley, Michael Bolus, Phillip King, Tim Scott, Bill Tucker o Isaac Witkin. La influencia de Caro fue particularmente fuerte, y el grupo alrededor de él llegó a ser conocido como la Nueva Generación de escultores británicos. El departamento de escultura se convirtió, en palabras de Tim Scott en "el más famoso en el mundo del arte".
La primera actuación en público de los Sex Pistols tuvo lugar en la escuela el 6 de noviembre de 1975; ellos fueron la banda soporte de un grupo llamado Bazooka Joe.
San Martín se convirtió en parte del Universidad de las Artes de Londres en 1986, y en 1989 se fusionó con la Escuela Central de Arte y Diseño para formar Central Saint Martins College de Arte y Diseño.

## Alumnos
Fueron alumnos de la escuela los siguientes:
- Sade Adu[9]
- Pierce Brosnan[10]
- Peter Doig[11]
- John Galliano[12]
- Bill Gibb[12]
- Gilbert y George[2][12]
- Anthony Gormley[12]
- Katharine Hamnett[12]
- Richard Long[2]
- Bruce Oldfield[12]